# Яскутис
Яскутис (лит. Joskutis) — озеро в восточной части Литвы, расположенное на территории Аукштайтского национального парка.
Яскутис находится на территории Игналинского района в 1,5 км к северо-востоку от деревни Гинучяй. К южной оконечности Яскутиса подходит дорога 1423 Аза — Вайшнюнай — Гинучяй — Кирдейкяй. Длина озера 1,24 км, максимальная ширина — 0,53 км, площадь составляет 0,380 км². Длина береговой линии Яскутиса — 3,1 км. Высота над уровнем моря — 147,7 м. Максимальная глубина — 9,1 м, средняя — 3,9 м. Берега озера возвышенные, северо-западное побережье заболочено. Самая распространенная рыба в озере — карп. Дно Яскутиса покрыто сапропелем.